# Birsteinius microchaetus
Birsteinius microchaetus är en kvalsterart som beskrevs av Krivolutsky 1967. Birsteinius microchaetus ingår i släktet Birsteinius och familjen Liacaridae. Inga underarter finns listade.